# 퍼시픽 하이츠
《퍼시픽 하이츠》(영어: Pacific Heights)는 미국에서 제작된 존 슐레진저 감독의 1990년 심리 스릴러 영화이다. 멜러니 그리피스, 매슈 모딘, 마이클 키턴 등이 출연하였고, 스콧 루딘 등이 제작에 참여하였다.

## 줄거리
결혼하지 않은 여피 커플 패티와 드레이크는 샌프란시스코 퍼시픽 하이츠의 부자 동네에 19세기 빅토리안 하우스를 함께 구매하여 이주한다. 커플은 1층에 세입자를 들이기로 하고, 상냥한 와타나베 부부와 사기꾼 카터 헤이스가 들어온다.
신용 조회를 건너뛰는 대신 6개월치 월세를 선불로 내겠다던 카터는 지불이 완료되기 전에 문을 걸어잠근다. 이후 카터는 24시간 망치질과 구멍 뚫는 소리를 내고 바퀴벌레를 풀어놓으며 와타나베 부부를 쫓아낸다. 쌓여가는 빚과 카터로 인한 스트레스로 패티는 유산을 하고, 드레이크는 카터의 도발에 넘어가 폭력을 휘둘렀다가 카터가 미리 부른 경찰에게 체포돼 접근 금지 명령을 받아 건물에서 쫓겨난다. 카터가 고의로 패티를 괴롭히자 여기에 넘어간 드레이크는 금지 명령을 어기며 찾아왔다가 카터의 총에 맞아 입원한다.
카터에게 겨우 퇴거 명령이 떨어지지만 당국에서 강제로 문을 열자 카터는 이미 각종 기기와 조명, 나무 판자, 심지어 변기까지 다 뜯어낸 뒤 사라진 뒤이다. 카터 헤이스는 가명에 불과해 추적할 방법도 없는 터. 그러나 패티는 잔해를 청소하다가 우연히 카터의 진짜 실체를 밝혀낼 단서를 발견하고 반격에 들어간다.

## 출연
- 멜러니 그리피스 - 퍼트리샤 "패티" 파머 역
- 매슈 모딘 - 드레이크 굿맨 역
- 마이클 키턴 - 카터 헤이스(제임스 댄포스) 역
- 마코 - 와타나베 도시오 역
- 노부 매카시 - 와타나베 미라 역
- 로리 멧캐프 - 스테퍼니 맥도널드, 변호사 역
- 칼 럼블리 - 루 베이커 역
- 도리언 헤어우드 - 데니스 리드 역
- 티피 헤드런 - 플로렌스 피터스, 부유한 미망인 역
- 실라 매카시 - 리즈 해밀턴 역
- 가이 보이드 - 경고를 주는 경찰 역
- 제리 하딘 - 베넷 피들로, 텍사스 변호사 역
- 댄 허데이야 - 대출 담당 직원 역
- 미리엄 마걸리스 - 부동산업자 역
- 니컬러스 프라이어 - 호텔 고객 응대 매니저 스피색 역
- 오랜 존스 - 호텔 청소부 퍼트리샤 역
- 댑스 그리어 - 세이어 씨 역
- 트레이시 월터 - 해충 구제업자 역
- D. W. 모펏 - 빌 역
- 바버라 타이슨 - 에이미 역
- 베벌리 디앤절로 - 앤 밀러, 카터 헤이스의 여자친구, 공범자 역

## 기타 제작진
- 미술: 닐 스피색
- 의상: 브리짓 켈리, 앤 로스